# Клима на Антарктику
Клима на Антарктику се сматра најсуровијом на Земљи. Средња летња температура износи —30 °C, а средња зимска је око —70 °C. Апсолутни минимум измерен је у станици Восток и износи —89,2 °C. У источном делу Антарктика је стално висок ваздушни притисак, са мало ветра и облачности, док је у западном делу клима мало блажа. Падавине су сведене на минимум, па је тако годишњи просек око 10 милиметара.
Инсолација је концентрисана на летњу, а радијација на зимску половину године. Због великог израчивања топлоте у току дуге поларне зиме, тле је јако прохлађено и замрзнуто. Пролећно загревање је незнатно због мале висине Сунца изнад хоризонта, а највећи део топлоте троши се на отапање снега и леда. Годишња сумарна радијација је 460 KJ/kg. Ипак је годишњи радијациони биланс негативан због великог обода који достиже 80%-90%. Зато је температура ваздуха стално испод 0 °C. Стално одржавање негативних температура чини Антарктик најхладнијим континентом на Земљи. Ледени покривач је главни узрок не само равномерног тока температуре преко године него и њених константно негативних вредности.
Пол хладноће на Антарктику је у јулу где изотерма од –45 °C захвата пространу област са пречником око 1000 km. Међутим, и зими и лети су подједнако ниске температуре, с тим да су изразито ниске температуре чешће зими и по томе се разликују ова два годишња доба.
Зима на Антарктику није толико хладна као на Арктику. Средња температура ваздуха зими (април-октобар) износи између -18 °C и -36 °C. Међутим, апсолутни годишњи минимуми температура су учесталији у односу на Арктик. Тако су 1958. године совјетски метеоролози на научно-истраживачкој станици „Пионирскаја“ измерили температуру ваздуха од -87,5 °C, а 2010. године -94 °C, што је апсолутно најнижа измерена температура ваздуха на Земљи. Лети (децембар-фебруар) средње температуре ваздуха су испод нуле. Једино у северним деловима Грејамове земље она достиже 2 °C. У Китовом заливу, за време најтоплијег месеца, децембра, температура ваздуха расте до -6 °C, а на платоу близу Јужног пола -20 °C.
У јесен и зими на Антарктику је често меридијанско струјање ваздуха. Тада циклони продиру дубоко у унутрашњост континента. Маритимне ваздушне масе задржавају се тада изнад улегнућа на инландајсу. Долазак влажног ваздуха ка континенту збива се на висини од 3-4 km, док у најнижим слојевима атмосфере у супротном правцу настаје компензационо кретање ваздуха.
Ветрови утичу на температурни режим Антарктика. Када ветар почне да дува, температуре ваздуха расту јер тада долази до мешања приземног хладнијег и вишег топлијег ваздуха, чије разлике ка северним обалама могу износе 15 °C. Руски научници су запазили да је топлије на северним обалама онда када се са високих планина и платоа спуштају ветрови, због тога што се ваздушне масе при спуштању адијабатски загревају. Али чим престану ветрови, онда хладан ваздух стагнира непосредно изнад површине. Јаки мразеви теже се подносе од олујних ветрова. Изнад тог хладног ваздуха стратификује се топлији и тиме се настаје инверзно кретање. Дебљина инверзионог слоја ваздуха износи 1.000-1.500 m.
Снажни ветрови, 90 m/s, редовна су појава на Антарктику, што је последица инландајса и велике надморске висине континента. Међутим, још увек није довољно јасно зашто су ветрови изненадни. Наиме, после потпуне тишине, у року од неколико минута дуне изразито јак ветар који траје неколико часова или недељама. При таквом времену, покренути снег у толикој мери замрачи хоризонт да се никакав предмет не види ни на неколико метара удаљености. Понекад брзина ветра премашује Бофорову скалу, јер прелази 200 km/h. Такви ветрови нарочито су чести у Аделиној земљи. Ако је тада човек окренут ка ветру, не може да падне јер га ветар одржава у потпуно нагнутом положај. При таквом времену чланови експедиција могу да се крећу око својих научно-истраживачких станица само ако су чврсто везани конопцима.
С обзиром да је у поларни областима испаравање незнатно због ниских температура ваздуха, у њима се повећава ваздушни притисак па зато тамо ређе допиру влажнији ветрови из нижих географских ширина. Због тога су поларне области сиромашне падавинама.
На Антарктику се годишње излучи 80-600 mm падавина и то у облику снега. Просечна висина падавина за цео континент износи само 177 mm годишње. У периферним деловима континента годишња количина падавина износи 200-400 mm, а у Росовој земљи око 190 mm. Максимум падавина у западном делу је у јесен (март-април), а у источној и у приобалном зими (мај-октобар). Снежна граница је на нивоу мора. Зато је дошло до формирања леденог покривача преко свих делова континента у којима рељеф није ограничавајући фактор.
Клима и лед чине да је Антарктик најбеживотнија област на Земљи. То посебно важи за унутрашњост континента. Он је истовремено најздравији континент на коме нема бацила и на коме човек не може добити грип, запаљење плућа и слично. По Емануелу де Мартону, Антарктик припада поларном H климату.